# Marie van Zandt

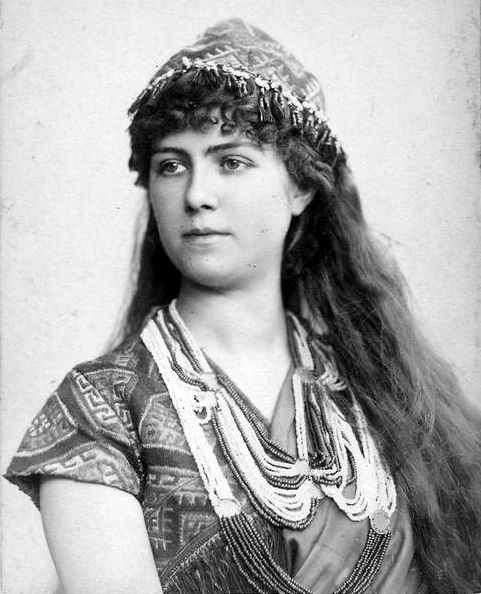
Wilhelm Benque: Marie van Zandt (o. J.)

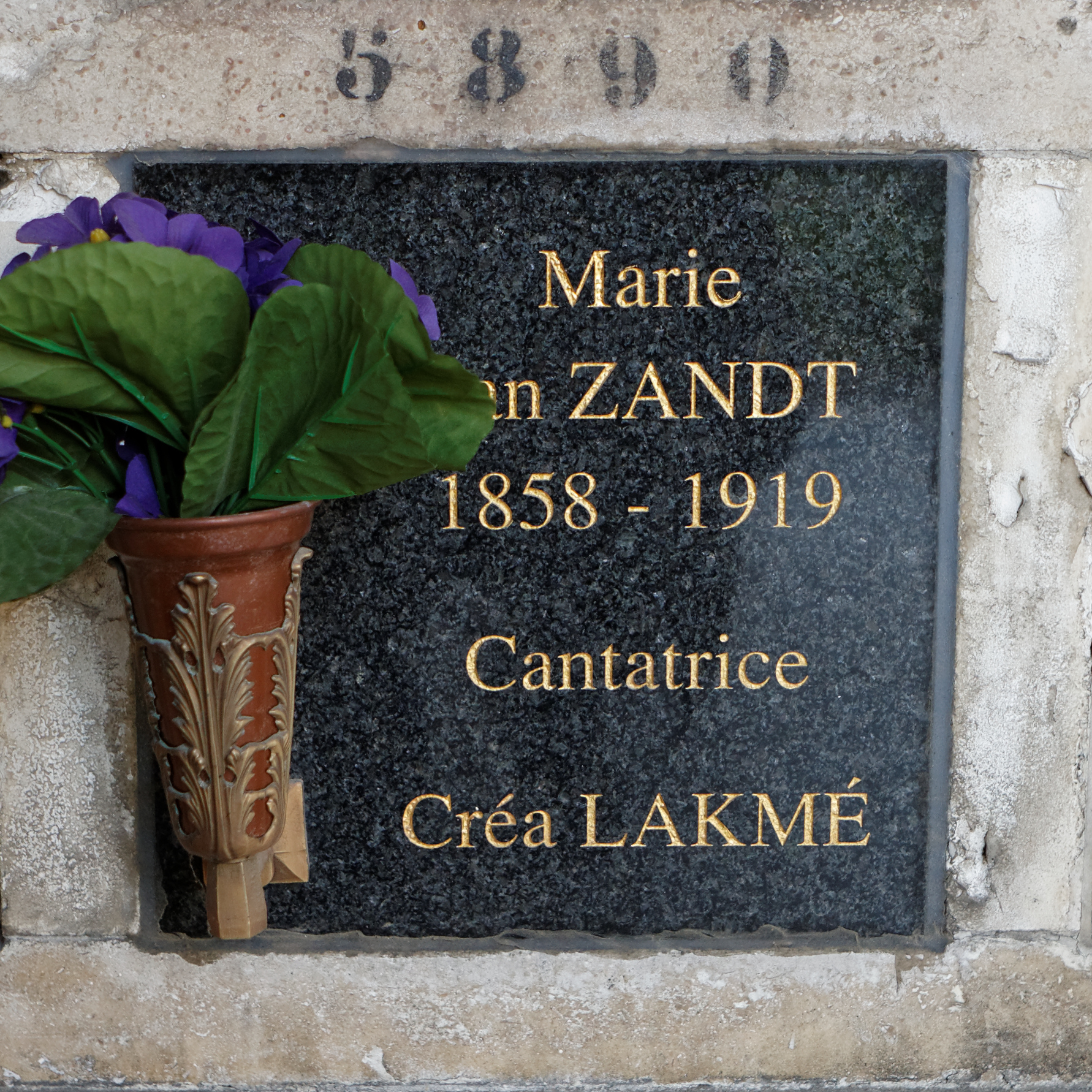
Grab im Columbarium auf Père Lachaise

Marie van Zandt (geboren 8. Oktober 1858 in New York City; gestorben 31. Dezember 1919 in Cannes) war eine US-amerikanische Opernsängerin (Sopran), die vornehmlich in Europa wirkte.

## Leben
Marie van Zandts Mutter Jennie van Zandt (* 1842 (?)) war eine US-amerikanische Sopranistin niederländischer Herkunft, die zwischen 1865 und 1867 auch Engagements in Europa hatte und in Italien unter dem Namen Mme. Vanzini auftrat. Sie kümmerte sich später um die Karriere ihrer Tochter.
Marie van Zandt war Schülerin ihrer Mutter und wurde in Mailand bei Francesco Lamperti im Gesang ausgebildet. Sie wurde auch von Adelina Patti gefördert. Sie hatte 1879 ihr Debüt in Turin als Zerline in Don Giovanni. Bereits 1880 wurde sie in Paris als Mignon engagiert und war an der Opéra-Comique bis 1885 die erste Koloratursopranistin.
Am 14. April 1883 gab sie die Titelpartie in der Uraufführung von Lakmé von Léo Delibes, Jean-Alexandre Talazac sang den Gérald. Die Air des clochettes (Glöckchenarie) hatte Delibes speziell für sie komponiert. 1885 sang sie die englische Erstaufführung am Gaiety Theatre in London. An der Metropolitan Opera sang sie diese Rolle 1892.
In ihrem New Yorker Engagement 1891/92 sang sie außerdem die Amina, die Dinorah (in Dinorah ou Le pardon de Ploërmel) von Giacomo Meyerbeer, die Mignon, die Zerline und die Ophélie in Hamlet von Ambroise Thomas.
In London sang sie 1880 die Amina in Vincenzo Bellinis La sonnambula im Her Majesty’s Theatre und hatte 1889 ein Engagement in der Covent Garden Opera. Neben ihren Auftritten in Paris hatte sie auch 1887 und 1889 Engagements am Teatro Nacional de São Carlos, 1888 an den Opern in St. Petersburg und Moskau, 1896 am Théâtre Royal de la Monnaie und 1897 in Monte Carlo und Kopenhagen.
Zandt war in verschiedene Opernskandale verwickelt. Nach ihrer Lakmé-Premiere wurde berichtet, dass ihre Kolleginnen, neiderfüllt über ihren Erfolg, das Gerücht verbreiteten, dass sie die Bühne alkoholisiert betreten habe. Im November 1884 hatte sie bei einer Aufführung des Barbiere einen Stimmausfall, ihre Rückkehr an die Oper drei Monate später wurde vom Publikum mit Theaterunruhen aufgenommen. Die Anschuldigungen und Gerüchte, angeblich von ihrer Konkurrentin Emma Nevada geschürt, führten dazu, dass Zandt in Paris für lange Zeit nicht mehr auftrat.
Zandt heiratete 1898 einen russischen Adligen und beendete ihre Karriere. Sie gehörte zur Pariser Gesellschaft und war Gast im Salon von Madeleine Lemaire.
Zandt wurde auf dem Friedhof Père-Lachaise bestattet.